# Capleton
Capleton, Clifton George Bailey III, född 13 april 1967 i St. Mary, Jamaica. Reggaeartist som ger sitt stöd till Bobo Shanti grenen och därav ett flitigt hänvisande till eld för att rena världen.
På albumet "White Man's Burden" släppt av den svenska artisten Promoe finns låten "Songs of Joy" med Capleton som gästartist, inspelad och mixad av Soundism.

## Diskografi (urval)
Studioalbum
- 1991 – Woman We Lotion
- 1993 – Alms House
- 1994 – Good So
- 1995 – Prophecy
- 1997 – I-Testament
- 2000 – More Fire
- 2002 – Still Blazin'
- 2003 – Voice of Jamaica
- 2003 – Praises To The King
- 2004 – The People Dem
- 2004 – Reign of Fire
- 2006 – Free Up
- 2007 – Hit Wit da 44 Rounds
- 2007 – Rise Them Up
- 2010 – I-Ternal Fire

Samlingsalbum
- 1999 – One Mission
- 2015 – Capleton : Masterpiece